# Microdon moestus
Microdon moestus är en tvåvingeart som beskrevs av Ferguson 1926. Microdon moestus ingår i släktet myrblomflugor, och familjen blomflugor.
Artens utbredningsområde är Tasmanien. Inga underarter finns listade i Catalogue of Life.